# Ombline
Pour plus de détails, voir Fiche technique et Distribution.
Ombline est un film franco-belge réalisé par Stéphane Cazes, sorti en France le 12 septembre 2012.
Il s'agit du premier long métrage réalisé par le cinéaste français, qui signe également le scénario.

## Synopsis
Ombline est une jeune femme d'une vingtaine d'années, impliquée dans une opération de police qui a mal tourné où son compagnon a trouvé la mort et où elle a blessé un policier. Incarcérée pour trois ans, elle découvre qu'elle est enceinte et donne naissance à Lucas en prison où elle doit apprendre à l'élever. À 18 mois, l’enfant est placé en famille d’accueil comme la loi l’exige. Séparée de son fils, parmi ces femmes abîmées, surveillantes ou prisonnières, Ombline se construit en tant que femme, en tant que mère… Elle va se battre dans le seul espoir de récupérer la garde de Lucas à sa sortie de prison…

## Fiche technique
Sauf indication contraire, les informations mentionnées dans cette section peuvent être confirmées par la base de données cinématographiques Unifrance,  présente dans la section « Liens externes ».
- Titre original : Ombline
- Réalisation : Stéphane Cazes
- Scénario : Stéphane Cazes
- Assistante à la réalisation : Valérie Othnin-Girard
- Photographie : Virginie Saint-Martin
- Montage : Jeanne Kef
- Son : Christophe Penchenat
- Casting : Laure Cochener
- Monteuse image : Jeanne Kef
- Décors : André Fonsny
- Musique : Cyrille Aufort
- Costumes : Charlotte David
- Maquillage : Véronique Delmestre
- Coiffure : Sabine Pollet
- Monteur son : Frédéric Demolder
- Scripte : Nicole Marie
- Mixeur : Hervé Buirette
- Directeur de production : Laurent Lecêtre
- Directeur de post-production : Guy Courtecuisse
- Producteurs : Jérémy Zelnik, Diana Elbaum, Sébastien Deloye, Ilann Girard
- Sociétés de production : Dibona Films, Arsam International (France), Entre Chien et Loup (Belgique)
- Société de distribution : ZED
- Format : couleur - 1,85:1 - Son Dolby Surround
- Pays de production :  France -  Belgique
- Langue de tournage : français
- Durée : 95 minutes (1h35)
- Genre : drame carcéral.
- Date de sortie :
  - France : 12 septembre 2012
  - Belgique : 12 septembre 2012
  - Canada : 5 avril 2013

## Distribution
- Mélanie Thierry : Ombline Morin
- Corinne Masiero : Sonia
- Nathalie Bécue : Surveillante Tatiana
- Catherine Salée : Isabelle
- Régis Lux : Juge pour enfants

## Distinctions
- Prix Sopadin 2008 du meilleur scénario
- 2009 : le film Ombline a reçu l'aide à la création de la Fondation Gan pour le cinéma [1].
- Prix du meilleur film  festival Écran junior de Cannes 2012
- Prix du film français de droit et de justice 2013[2]
- Prix du meilleur film et prix du meilleur premier film au festival Cinémania de Montréal
- Grand prix du jury et prix de la meilleure actrice pour Mélanie Thierry au festival international du film indépendant de Rome
- Grand Prix du festival du film méditerranéen d'Alexandrie.
- Louis Lumière d'Or et prix de la meilleure actrice pour Mélanie Thierry au festival du premier film de la Ciotat
- Récompensé trois fois au Festival Off Plus Camera de Cracovie en avril 2013[3] :

Prix des critiques de la FIPRESCI
Prix du jury des jeunes (Nagroda Młodzieżowego Jury)
Prix spécial du jury dans la compétition principale : « Voies tracées » „Wytyczanie Drogi”